# Jay W. Johnson
Pour les articles homonymes, voir Johnson et Jay Johnson.
Jay Withington Johnson (30 septembre 1943 - 17 octobre 2009) est un homme politique et un journaliste américain qui est le 36e directeur de la Monnaie des États-Unis et membre de la Chambre des représentants des États-Unis pendant un mandat pour le Wisconsin. Il est également été présentateur de journaux télévisés à Green Bay, dans le Wisconsin, pour les chaînes WFRV-TV et WLUK-TV.

## Jeunesse et études
Jay Johnson naît à Bessemer, dans le Michigan, et est diplômé de la Bessemer High School. Il obtient un diplôme d'associé en discours au Gogebic Community College en 1963 et une licence en discours à l'université du Nord du Michigan en 1965. Il est spécialiste de l'information au sein de l'armée américaine de 1966 à 1968. Il fait partie du conseil d'administration de Wisconsin United Way. En 1970, il obtient une maîtrise en arts radiophoniques et télévisuels de l'université de l'État du Michigan.

## Carrière

### Journalisme
M. Johnson est animateur et journaliste dans le Michigan, l'Indiana et la Floride avant de s'installer à Green Bay, dans le Wisconsin, où il travaille pendant 16 ans à WFRV-TV et WLUK-TV.

### Politique
En 1996, M. Johnson est élu pour représenter le Wisconsin : le 8e district du congrès dans le 105e Congrès des États-Unis, après que Toby Roth (en), qui est en poste depuis 18 ans, choisit de ne pas se présenter pour un dixième mandat. Il est le quatrième démocrate à représenter la circonscription au cours du XXe siècle. Il est battu après un mandat par Mark Green (en), membre de l'Assemblée de l'État, en 1998. En août 1999, Johnson est nommé par le président Bill Clinton au poste de directeur de la Monnaie des États-Unis. Il a est confirmé par le Sénat des États-Unis en mai 2000 et exerce ses fonctions jusqu'à la nomination de son successeur par le président George W. Bush en août 2001. Après avoir quitté la Monnaie, il se met à son compte en vendant des pièces de monnaie en gros et est le numismate en chef de la Franklin Mint.
Le 29 juin 2009, Goldline International, Inc. (en) annonce que Jay Johnson est devenu son porte-parole.

## Mort
Le 17 octobre 2009 Jay Johnson décède à son domicile de Bristow, en Virginie, d'une crise cardiaque. Il laisse dans le deuil sa femme, JoLee, et ses deux beaux-enfants.